# 城建云启大厦

城建雲啟大廈，是中國深圳市的一座摩天大樓，位于羅湖區蔡屋围片区，高333公尺、72層樓，是由深圳国企打造的第一高楼，於2020年動工、預計2024年完工，亦是深圳第十七高樓。